# Ficimia publia
La culebra naricilla manchada (Ficimia publia)  es una especie de serpiente que pertenece a la familia Colubridae.

## Distribución geográfica y hábitat
Es nativa del sur de México, Guatemala, Belice, y el noroeste de Honduras. Su hábitat natural son los bosques húmedos, de hoja caduca, y espinosos tropicales. También se puede encontrar en el bosque degradado, y en algunos otros hábitats degradados. Su rango altitudinal oscila entre 0 y 1000 m s. n. m.. La especie es terrestre, semifosorial, y fundamentalmente nocturna. Se alimenta de ciempiés.

## Estado de conservación
Se encuentra ligeramente amenazada por la pérdida de su hábitat natural.